# 미스테리 트레인
《미스테리 트레인》(영어: Mystery Train)은 1989년 개봉한 앤솔로지 독립 영화이다. 짐 자무시가 감독을 각본을 맡았다.

## 출연

### 주연
- 쿠도 유키
- 나가세 마사토시

### 조연
- 신쿼 리
- 조디 마켈

## 기타
- Line PD: 루드 시몬스
- 미술: 댄 비숍
- 의상: 캐롤 우드